# Tramway d'Hagondange
Le Tramway d'Hagondange a fonctionné dans  cette ville entre 1912 et 1964. Il a été conçu pour desservir les hauts fourneaux et aciéries et la gare d'Hagondange. Le réseau était électrifié et construit à voie normale. Il  ferme le 31 janvier 1964. 

## Exploitation
L 'exploitation est assurée par la compagnie allemande Hagendingen-Thyssen-Aktion-Geselschaft entre 1912 et 1918. Elle est reprise ensuite en 1920 par l'entreprise française exploitant l'usine sidérurgique d'Hagondange : l'Union des Consommateurs de Produits Métallurgiques et Industriels (UCPMI) de 1919 à 1964.

## La ligne
- Gare d'Hagondange - Mondelange: (2,7 km), ouverture le 20 janvier 1912 ;
- Mondelange - Maizières-lès-Metz: (2,8 km), ouverture le 1er avril 1913 ;

## Matériel roulant
Matériel d'origine
- Motrices à essieux, n° 1 à 4 (les 2 à 4 sont recarrossées et  numérotées

1b, 2 et 3)
- Remorques à essieux, n° 11 à 16

Matériel complémentaire acheté en 1937 à la STCRP
- Motrices à bogies, n° 5 et 6, ex STCRP
- Attelages à bogies type A, ex STCRP, (5 unités) n° 7, 8, 9, 10 et 17 puis 10[3], 11, 12[4], 17, 18,

Matériel complémentaire acheté en 1954 à l'OTL
- Remorques à bogies type Marcinelle,  ex OTL,  (4 unités),n°13 à 16[5]

### Monographies
- Henri Domengie, José Banaudo: Les petits trains de jadis. Volume 5: Est de la France. Editions du Cabri, Breil-sur-Roya 1995,  (ISBN 2-908816-36-9) (Les Editions du Cabri ).